# Miguel Arrobas
Miguel Arrobas (30 de Setembro de 1974) é um nadador de águas abertas, antigo atleta olímpico, jurista e político português.
Em 2011 trabalhava como jurista na Autoridade Nacional de Comunicações. Desde 2013 que integra a lista vencedora da Câmara Municipal de Cascais, desempenhando as funções de Director Municipal de Desporto. Em 2021 tomou posse como deputado na Assembleia da República pelo CDS-PP.
Miguel casou em 2002 com Mariana d'Avillez, sendo pais de sete filhos. A família mora em Sintra, junto à Praia das Maçãs, juntamente com dois cães, dois burros, dois patos e três galinhas. Em Maio de 2017 Mariana apresentou o livro "Mãe de Sete", sobre a sua experiência na organização e gestão familiar.

## Carreira desportiva
Aos 17 anos Miguel participou como nadador nos Jogos Olímpicos de Barcelona de 1992.
Em 2008 conseguiu o melhor tempo a nível mundial na travessia do Canal da Mancha (34 km). Em 2009, a convite do Governo da Tunísia, atravessou o Golfo de Gabés, entre as ilhas Kerkennah e a cidade portuária de Sfax, integrado no Projecto Dialogue Across The Seas 2009, uma iniciativa que visou promover as maratonas em águas abertas e o diálogo, a nível desportivo e cultural, entre a Europa e os países do Magrebe africano.
Em 2010 continuava a ser uma forte referência da natação portuguesa, participando nas grandes maratonas de águas abertas, entre as quais a travessia do estreito de Gibraltar (20 km), a ligação Peniche/Berlengas, Madeira/Desertas (25 km), desafio entre barragens Bouça/Castelo do Bode (54 km).
Em Junho de 2011 foi o primeiro português a concluir a Manhattan Island Swim, uma maratona a nado à volta da ilha de Manhattan, Nova Iorque, que consiste numa volta completa à ilha, no sentido contrário ao dos ponteiros do relógio, numa distância total de 52 quilómetros. Miguel Arrobas integrou o grupo dos oito nadadores mais rápidos, concluindo em sétimo lugar da geral e quinto entre os homens, com um tempo de 7 horas e 46 minutos. A competição foi ganha pela norte-americana Erika Rose.
Em Julho de 2015 participou na primeira travessia entre as ilhas de São Jorge e Pico, nos Açores, com uma extensão de cerca de 20 quilómetros, chegando em primeiro lugar. Poucos dias mais tarde, a 1 de Agosto, estabeleceu um novo recorde na travessia entre as ilha do Faial e Pico, no mesmo arquipélago, numa extensão de 9 quilómetros, com um tempo de 1 hora e 43 minutos, menos 40 minutos que o recorde anterior.
Em Setembro de 2018 Miguel fez a travessia a nado do mar que separa as ilhas do Corvo e das Flores, no arquipélago dos Açores, com um tempo de 4 horas, 54 minutos e 35 segundos numa distância de cerca de 15 milhas náuticas. A travessia teve um carácter solidário com a Fundação Maria Cristina, que ajuda crianças dos bairros de lata de Daca, capital do Bangladesh, a ter acesso à educação e a sair da extrema pobreza.